# Solitaire boom
Met een solitaire boom of vrijstaande boom bedoelt men een (exemplaar van een) boom die in een open omgeving staat waar geen andere bomen in de nabije omgeving staan. Voor veel boomsoorten geldt dat wanneer zij solitair (op)groeien, zij een brede kroon ontwikkelen. In cultuurlandschappen zijn solitaire bomen vaak aangeplant vanwege allerlei functies, zoals bijvoorbeeld esthetische doeleinden, het gebruik als schaduwboom, grensboom of het markeren van een historische plek. Dikwijls worden solitaire bomen dan ook als puntvormig landschapselement onderscheiden.

## Fotogalerij

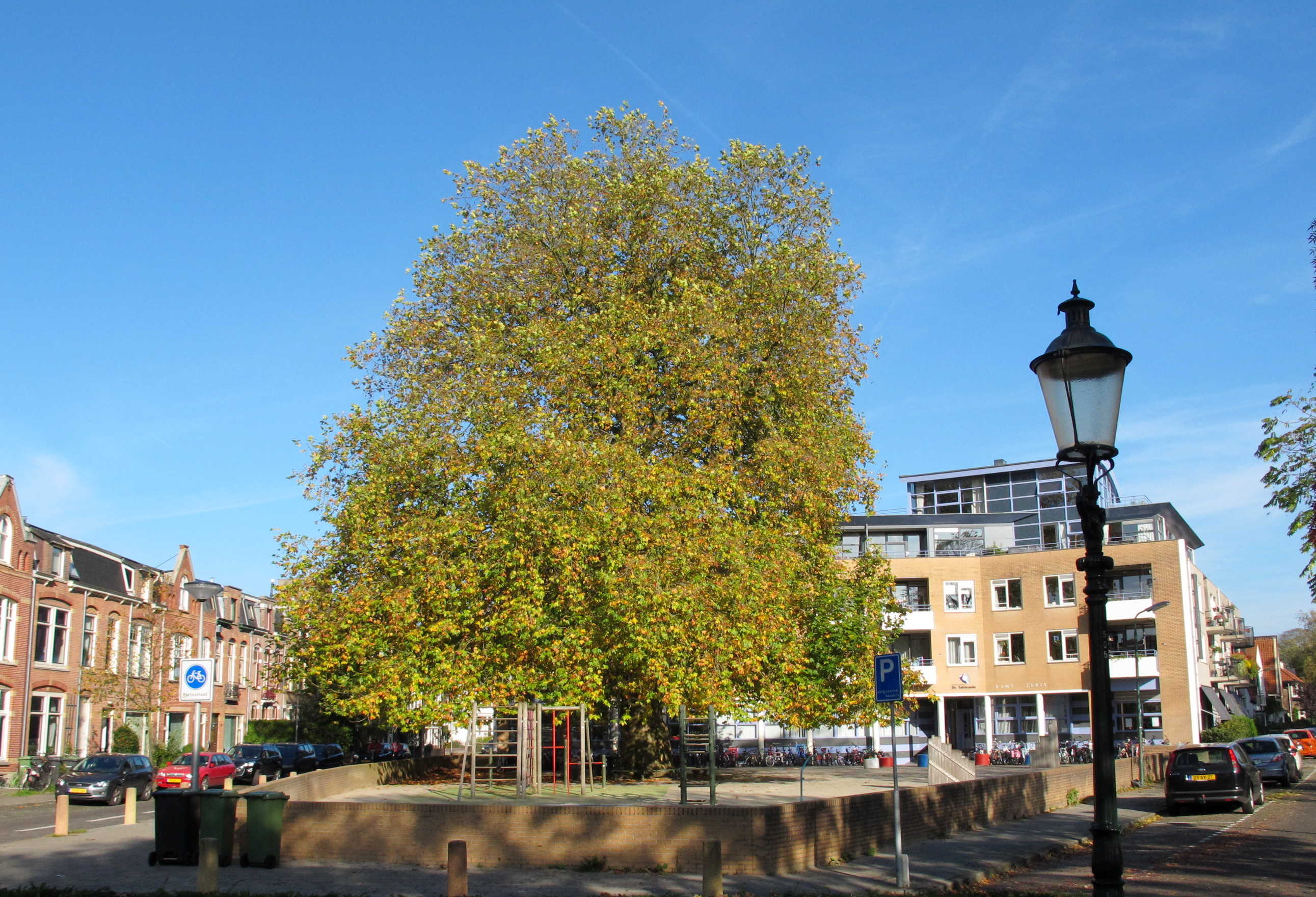
De plataan aan de Schimmelpenninckstraat in Amersfoort
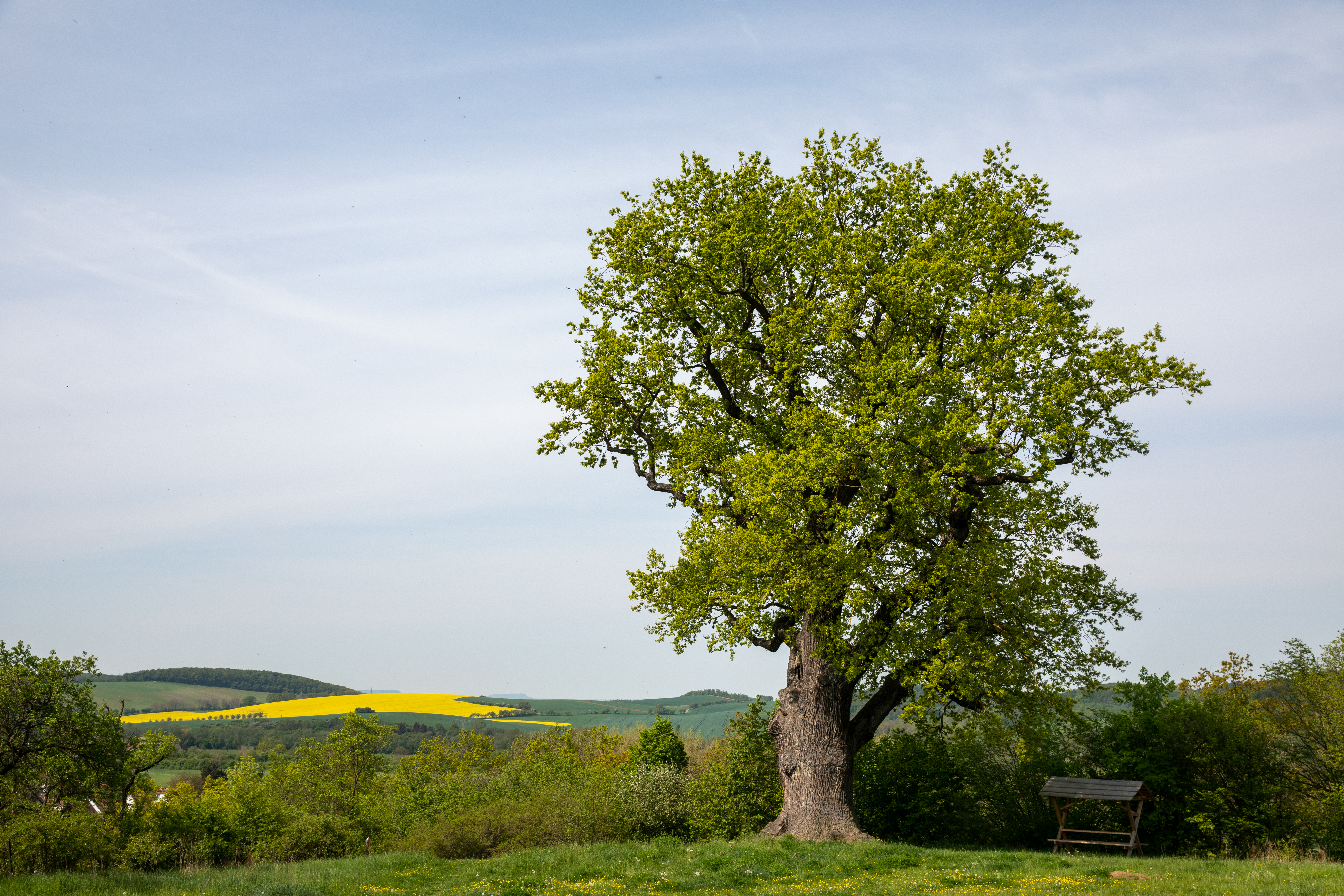
Een oude solitaire zomereik in Duitsland
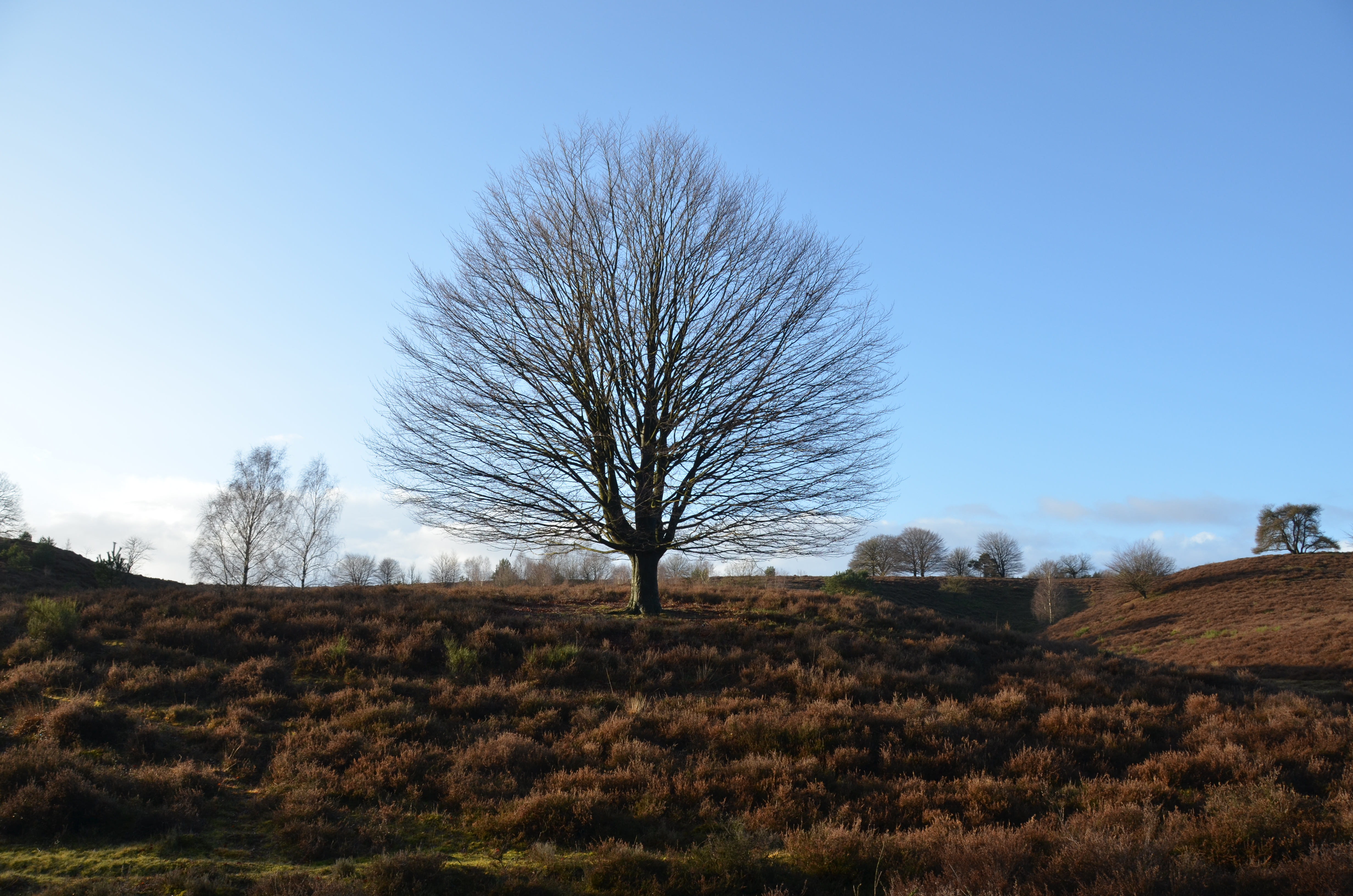
Wintersilhouette van een solitaire beuk